# 1892 au Nouveau-Brunswick
Chronologie du Nouveau-Brunswick
- 1888
- 1889
- 1890
- 1891
- 1892
- 1893
- 1894
- 1895
- 1896

Cette page concerne des événements d'actualité qui se sont produits durant l'année 1892 dans la province canadienne du Nouveau-Brunswick.

## Événements
- 25 février : le conservateur George Frederick Baird est déclaré vainqueur du poste de député fédérale de sa circonscription de Queen's par une décision de la cour.
- Mars : le député de Saint-Jean Alfred Augustus Stockton devient chef de l'Opposition officielle du Nouveau-Brunswick et chef du Parti conservateur à la suite de la démission de Daniel Lionel Hanington.
- 6 avril : le libéral Newton Ramsay Colter est réélu député par acclamation de sa circonscription fédérale de Carleton lors d'une élection partielle organisée.
- 7 avril : le Conseil législatif du Nouveau-Brunswick est officiellement aboli.
- Octobre : 28e élection générale néo-brunswickoise.
- 22 novembre : le conservateur John Alexander Chesley remporte l'élection partielle fédérale par acclamation de la Cité et Comté de Saint-Jean à la suite de la démission de Charles Nelson Skinner.
- 6 décembre : le libéral-conservateur George McInerney remporte l'élection partielle fédérale par acclamation de Kent à la suite de la mort d'Édouard-H. Léger.

## Naissances
- 10 avril : Milton Fowler Gregg, député et ministre.
- 27 avril : Paul-Léon Dubé, député.
- 8 mai : Clovis-Thomas Richard, député.
- 23 décembre : John Patrick Barry, député.

## Décès
- 7 mars : Andrew Rainsford Wetmore, premier ministre du Nouveau-Brunswick.
- 8 août : Édouard-H. Léger, député.